# Kościół Niepokalanego Serca Najświętszej Maryi Panny w Świerklach
Kościół Niepokalanego Serca Najświętszej Maryi Panny – rzymskokatolicki kościół filialny w Świerklach. Świątynia należy do parafii Bożego Ciała i św. Norberta w Czarnowąsach w dekanacie Siołkowice, diecezji opolskiej.

## Historia kościoła
Kościół w Świerklach został wybudowany w 1949 roku, dzięki staraniom proboszcza parafii w Czarnowąsach, ks. Henryka Mainki. Konsekracji nowej świątyni dokonał 22 sierpnia 1949 roku ks. Plotnik z Siołkowic. Świerkle zostały wówczas włączone do parafii św. Szczepana w Brynicy, w której obrębie pozostały do końca stycznia 1957 roku. W 1957 roku kościół wszedł w granice parafii Czarnowąsy, i należą do niej do dziś. Ponownej konsekracji kościoła dokonał w listopadzie 1982 roku, biskup Antoni Adamiuk. 11 czerwca 1994 roku na mocy dekretu biskupa opolskiego ustanowione zostało w Świerklach duszpasterstwo. Administratorem został ks. dr Stanisław Bogaczewicz, który tę funkcję sprawował do 1999 roku. Od 1999 roku administratorem jest ks. Jan Chodura.
W czerwcu 1970 roku miał miejsce pożar. Spalona została wówczas zakrystia, dach i uszkodzone zostały organy. Remont trwał ponad dwa miesiące. W 1974 roku z okazji jubileuszu 25-lecia kościoła ufundowane zostały dwa dzwony – jeden pod wezwaniem św. Józefa, drugi pod wezwaniem św. Jana Chrzciciela. Powiększono także zakrystię oraz otwarto w tylnej części kościoła taras pełniący rolę ołtarza polowego i sceny. W 1981 roku przeprowadzono generalny remont kościoła.